# 22 Korpus Obrony Powietrznej (ZSRR)
22 Korpus Obrony Powietrznej – wyższy związek taktyczny wojsk obrony przeciwlotniczej Sił Zbrojnych ZSRR.

## Struktura organizacyjna
W latach 1991–1992
- dowództwo – Monczegorsk
- dwie brygady rakietowe OP
- pułk rakietowy OP
- Brygada Radiotechniczna
- pułk radiotechniczny